# Chantiers navals français
Les Chantiers navals français (CNF) sont une ancienne entreprise de construction navale française du port de Caen, située à Blainville-sur-Orne. Fondés en 1917, ils disparaissent en 1954.

## Histoire

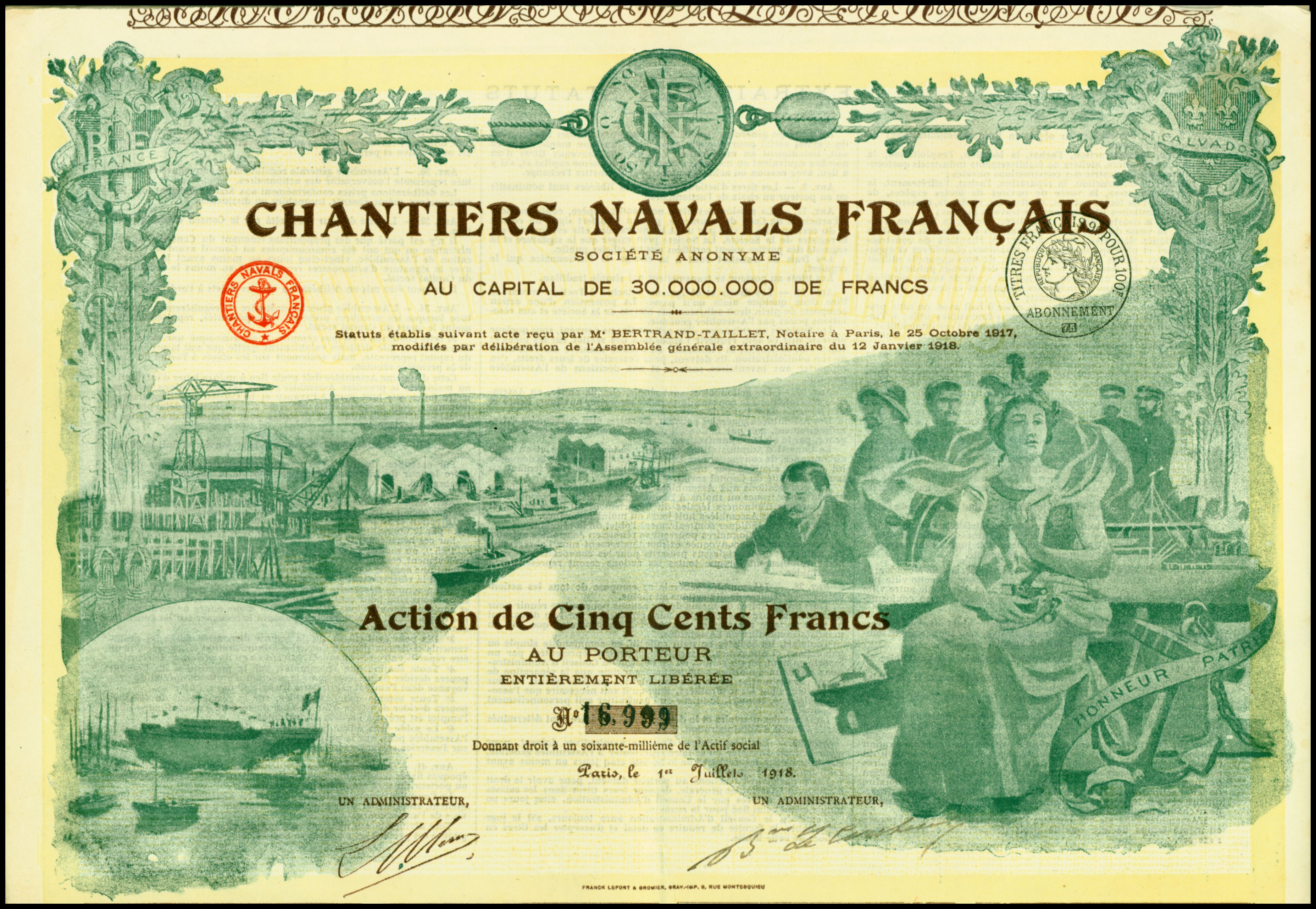
Titre d'Action des Chantiers navals français en date du 1 juillet 1918

Les Chantiers navals français sont fondés en 1918 par le gouvernement français dans le cadre de l'effort de guerre. La France doit construire de nombreux cargos pour assurer son approvisionnement depuis ses colonies. Avec ses six cales en épis le long d'un bassin relié au canal de Caen à la mer sur une surface de 50 hectares, les CNF permettent de construire des navires de 165 mètres de long. 
L'atelier des coques, construit sur les plans de l'ingénieur Albert Caquot en 1920, est divisé en trois nefs : nef des cisailles, nef des forges et nef des presses.
Le coup d’envoi de l’activité navale est marqué par le lancement du cargo Député René Reille-Soult en 1921. Puis le pétrolier géant pour l’époque (12 000 tonnes) le Saint-Boniface est lancé en avril 1922. Au cours des années 1920 et 1930, ils lancent plus de 100 cargos. 
Ils construisent également plusieurs navires de guerre, comme les sous-marins de 1 500 tonnes Archimède et Persée  ou des torpilleurs de 1 500 tonnes classe Bourrasque, dont les deux polonais Burza et Wicher.
Après la fermeture des chantiers navals, le site est occupé par la SAVIEM (actuelle Usine Renault Trucks de Blainville) en 1956. Les nefs de l'ancien atelier des coques, qui n'ont pas été détruits pendant la bataille de Caen, sont affectées à la fabrication des cadres de camion et à celle des cabines. Le chenal reliant le bassin des chantiers au canal de Caen à la mer, ainsi qu'une partie du bassin sont alors comblés.